# Super Dragon
Daniel Caine Lyon (né le 8 juin 1980,), plus connu sous son nom de ring Super Dragon, est un catcheur américain. Commençant sa carrière en 1997, il a travaillé pour des fédérations telles que l'All Pro Wrestling (APW), la Chikara, la Combat Zone Wrestling (CZW), la Ring of Honor (ROH), la World Championship Wrestling (WCW), la Pro Wrestling Guerrilla (PWG) et l'Xtreme Pro Wrestling (XPW).
Super Dragon est l'un des six fondateurs de la promotion Pro Wrestling Guerrilla basée en Californie du Sud. Il est un ancien champion du monde de la PWG et six fois champion du monde par équipe de la PWG, ayant détenu le titre deux fois avec B-Boy et Davey Richards, et une fois avec Excalibur et Kevin Steen.

## Carrière dans le catch

### Début de carrière (1996-1999)
Super Dragon commence à s'entraîner en 1996 à l'école de catch World Power Wrestling, où il est formé sous la direction du propriétaire Martin Marin. Il dispute son premier match en 1997 contre Tiger Joe. Super Dragon devient ami avec Blitzkrieg (en), qui, lors d'une tournée au Mexique, attire l'attention des catcheurs locaux, tels que Psicosis et Juventud Guerrera qui se produisent alors à la World Championship Wrestling (WCW). Par la suite, Blitzkrieg et Super Dragon participent à un dark match pour la WCW avec l'aide d'American Wild Child, un ami de Konnan.

### Revolution Pro Wrestling(1999–2004)
Super Dragon rejoint Revolution Pro Wrestling en 1999 et fait partie de la New Generation qui sévit à la Rev-Pro avec Disco Machine (en), TARO, Excalibur et Shogun. Cependant, peu de temps après, Dragon se déchire le ligament croisé antérieur et est contraint de subir une chirurgie reconstructive en juillet 2000. Dragon fait son retour en janvier 2001 et atteint son premier véritable sommet le 28 septembre 2001, quand il bat B-Boy en finale d'un tournoi à seize participants pour remporter le Revolution J Tournament. Pendant ce temps, Dragon, ainsi que d'autres stars de la Rev-Pro, participent à quelques émissions de l'Xtreme Pro Wrestling (XPW). Le 25 octobre 2002, lors de Pride of the Mask II, Super Dragon et Shogun battent TARO et El Gallinero Tres dans un match par équipes, la stipulation étant que les deux vainqueurs se feraient plus tard face lors d'un match masque contre masque. Super Dragon bat Shogun et réclame son masque. Tout au long de sa période à la Rev-Pro, Dragon change son style de high-flyer vers un style de brawler et ses tenues passent de couleurs vives à des couleurs plus sombres. Sa rivalité avec TARO est particulièrement intense. Après près de cinq ans de combat, à la fois à la Revolution Pro Wrestling, qu'à l'All Pro Wrestling, la rivalité aboutit à un match masque contre masque lors du quatrième anniversaire de la Rev-Pro, le 11 novembre 2003. Dragon bat TARO, qui, après avoir été démasqué, annonce sa retraite et étreint Super Dragon. Le 12 mai 2004, lors du dernier spectacle de Revolution Pro, Super Dragon est vaincu par M. Excitation.

### Combat Zone Wrestling(2002–2006)
Super Dragon commence à lutter pour la Combat Zone Wrestling (CZW) en 2002 lors de Best of the Best 2 contre son rival de longue date, B-Boy. À son retour en 2004, il participe à de nombreux matchs par équipe avec son partenaire Excalibur et défie Chris Hero pour le championnat Iron Man. En 2005, il est entre en rivalité contre l'équipe BLKOUT (en). Lors de Cage of Death 7, Dragon bat Ruckus (en) pour le championnat du monde des poids lourds de la CZW. Cette victoire fait de Super Dragon le premier lutteur masqué à détenir le titre. Pendant le match, il donne au manager de BLKOUT, Robbie Merino, qu-il avait auparavant blessé, un Curb Stomp sur la scène. Lors du spectacle suivant, An Afternoon of Main Events, Dragon fait équipe avec les Kings of Wrestling (qui sont également en conflit avec BLKOUT) dans un match par équipes à six contre BLKOUT, qu'ils perdent. Super Dragon perd le titre contre Ruckus (en) en février 2006, dans un match impliquant également Kevin Steen.

### Pro Wrestling Guerrilla (2003-présent)
En mai 2003, Super Dragon, avec Disco Machine (en), Excalibur, Joey Ryan, Scott Lost et Top Gun Talwar, collectivement connus sous le nom de « PWG Six », fondent Pro Wrestling Guerrilla, la plus grande promotion de lutte de Californie du Sud. Lors du premier spectacle de la fédération, le 26 juillet 2003, il bat M-Dogg 20. Les deux prochains spectacles introduisent le Badass Mother 3000 tournament pour déterminer le premier champion de la PWG. Super Dragon atteint les demi-finales, mais a est éliminé par Joey Ryan.
À la PWG, Super Dragon reforme la faction connue à la Revolution Pro sous le nom de Team Chismo avec Excalibur et Disco Machine, sous le nouveau nom SBS. Lors de PWG...The Musical, qui a lieu le 17 avril 2004, Dragon et Excalibur remportent les titres par équipe de la PWG contre Chris Bosh et Quicksilver. Ils deviennent la première équipe à défendre avec succès les titres, mais les perdent ensuite contre de la Fondation X de Joey Ryan et Scott Lost. Le 13 novembre 2004, lors de Free Admission (Just Kidding), Super Dragon bat Frankie Kazarian pour remporter le championnat PWG. Il défend le titre contre Homicide, Samoa Joe, Kevin Steen et d'autres, avant de finalement le perdre contre AJ Styles le 2 avril 2005, lors d'All Star Weekend - Night Two.
Le 18 décembre 2004, lors d'Uncanny X-Mas après le match de Dragon avec Jonny Storm, un deuxième Super Dragon intervient sur le ring et attaque le vrai Super Dragon en lui portant certains de ses prises signatures. Cet homme l'attaque à nouveau le 12 février 2005, lors d'All Nude Review. Le 13 mai 2005, lors de Jason Takes PWG; Excalibur trahit Dragon, avous être le cerveau des attaques, puis le vainc dans un match Guerrilla Warfare avec de l'aide de Kevin Steen, qui se révèle être le deuxième Super Dragon,. Cela commencé une rivalité entre Steen et Dragon. Le 11 juin 2005, lors de Guitarmageddon, Super Dragon s'associe à son partenaire de S.B.S, Disco Machine, pour affronter l'équipe de Kevin Steen et Excalibur. Cependant, à la fin, Disco Machine trahit également Dragon et se joit à Steen et Excalibur en tant que nouveau mombre de la S.B.S. Pendant sa feud avec le S.B.S., le 1er octobre 2005, Super Dragon est contraint de faire équipe avec Davey Richards pour prétendre aux titres par équipe d'El Generico et Human Tornado, connus sous le nom de « 2 Skinny Black Guys », lors d'After School Special. Travaillant bien ensemble, Dragon et Richards réussissent à remporter les titres. Le 3 décembre 2005, lors de Hanoukka Chaos (The C's Are Silent), après que Dragon ait eu la chance de se venger d'Excalibur et de Disco Machine en les battant dans un match pour le titre par équipe, il attaque le champion PWG, Kevin Steen, lors de son match pour le titre contre Joey Ryan et lui donne deux Psycho Drivers, lui faisant perdre le championnat. La rivalité se termine le 16 décembre 2005 à Astonishing X-Mas dans un match Guerrilla Warfare, dans lequel Super Dragon sort vainqueur.
Super Dragon et Davey Richards continuent leur règne en battant des équipes telles que Cape Fear (El Generico et Quicksilver),, Los Luchas (Zokre et Phoenix Star),, The Kings of Wrestling (Chris Hero et Claudio Castagnoli), Roderick Strong et Jack Evans, et A.J. Styles and Christopher Daniels (en). Pendant leur règne, Dragon et Richards transforment les titres par équipe en titres mondiaux en les défendant en Allemagne et en Angleterre,. Le 20 mai 2006, cependant, Arrogance, l'équipe de Scott Lost et Chris Bosh, les vainc et remportent les titres à Enchantment Under The Sea.
Super Dragon revient à la PWG le 2 septembre en tant que participant au tournoi Battle of Los Angeles. Le deuxième soir, il bat Necro Butcher, et le troisième, il a bat Frankie Kazarian et Jack Evans pour se qualifier pour la finale, mais ne peut pas concourir en raison de blessures qu'il a subies la nuit précédente,. Davey Richards remporte le tournoi, mais au lieu de vouloir une chance au titre mondial, il demande une revanche pour les titres par équipe. Le match devait avoir lieu le 6 octobre à Self-Titled, mais un conflit empêche Richards d'être au spectacle. Au lieu d'attendre le retour de Richards, Super Dragon choisit B-Boy comme partenaire et battent Chris Bosh et Scott Lost pour le championnat. Le 17 novembre 2006, Richards remporte le PWG World Tag Team Championship pour la deuxième fois, faisant équipe avec Roderick Strong pour vaincre les champions, B-Boy et Super Dragon. La nuit suivante, lors du main-event du spectacle, le duo perd les ceintures face aux combattants contres lesquels ils les avaient gagnées dans un match à quatre qui comprend également The Kings of Wrestling, ainsi que l'équipe d'Alex Shelley et Chris Sabin. Dragon remporte le match pour son équipe en faisant le tombé sur Richards après un Psycho Driver. Moins d'un mois plus tard, le 2 décembre 2006, lors de Passive Hostility, Dragon et B-Boy perdent les titres par équipe contre Cape Fear, et se séparent ensuite.
Par la suite, Dragon subit des défaites des mains du nouveau venu, Ronin, dans un match en solo, et par un tombé par Los Luchas dans un match par équipe. Peu de temps après, Dragon se casse la cheville et fait finalement son retour le 8 avril 2007, à All Star Weekend V - Night Two lors d'un match entre Arrogance et Roderick Strong et Jack Evans quand lui et Davey Richards interviennent et attaquent tout le monde et annoncent que Super Dragon va être le partenaire de Richards pour le prochain Dynamite Duumvirate Tag Team Title Tournament. Le 20 mai 2007, cependant, le premier soir du tournoi, Super Dragon et Davey Richards perdent au premier tour face à l'équipe de Roderick Strong et PAC, qui allait gagner tout le tournoi.
Le 27 octobre 2007, la deuxième nuit du spectacle European Vacation II, Dragon et Davey Richards réussissent à vaincre Kevin Steen et El Generico pour les championnats du monde par équipe de PWG donnant à Richards son troisième et Dragon son cinquième règne, et leur deuxième règne en tant qu'équipe Le premier week-end de janvier 2008, PWG organise son sixième All Star Weekend, au cours duquel Dragon devait affronter Susumu Yokosuka le premier soir et TARO le deuxième soir dans un « Return Grudge Match » spécial. Dragon, qui a pris énormément de poids, se retire du match de Yokosuka et se fait remplacer par CIMA et, la nuit suivante, bat TARO dans un match sans saveur,. Le 27 janvier 2008, à Pearl Habra, Dragon et Richards se voient retirer leurs ceintures par équipe après que Richards ne se soit pas présenté à l'événement.
Après avoir pris deux mois de congé, Super Dragon retourne à la PWG le 21 mars 2008 à 1,21 gigawatts en attaquant Jade Chung et en lui donnant un Psycho Driver lors d'un match par équipe entre la Dynastiy (Joey Ryan et Scott Lost) et Kevin Steen et El Generico. Le 5 avril 2008, à It's a Gift... and a Curse, Super Dragon continue sa rivalité avec Dynasty en attaquant d'abord Scott Lost après son match avec Claudio Castagnoli, puis en se bagarrant avec Joey Ryan partout dans le bâtiment, ce qui aboutit à ce qu'il donne un Psycho Driver à Ryan, de la scène à travers une table.
Le 17 mai 2008, Dragon et Richards font équipe une fois de plus pour le tournoi DDT4, où ils sonr battus par l'équipe de Kevin Steen et El Generico au premier tour dans un match pour le titre par équipe. Pendant le match, Dragon subit une nouvelle commotion cérébrale, ce qui l'amène à faire une pause de la compétition sur le ring, tout en conservant son rôle dans les coulisses de la fédération.
Super Dragon fait son retour le 22 octobre 2011, en sauvant son ancien rival Kevin Steen des Young Bucks après que les deux lui aient coûté le PWG World Championship et l'aient défié à un Guerrilla Warfare en handicap. Steen a ensuite désigné Dragon comme son partenaire pour le match du 10 décembre À la date prévue, Dragon et Steen, connus collectivement sous le nom d'« Appetite for Destruction », battent les Young Bucks dans un match Guerrilla Warfare pour remporter le PWG World Tag Team Championship, le sixième règne de Dragon avec le titre, un record. Après avoir été mis sur la touche au début de 2012 à cause d'une fracture du talon, Dragon et Steen rendent le PWG World Tag Team Championship vacant, le 25 mai.
Le 26 juin 2015, Super Dragon fait un retour surprise à la PWG, devenant heel et formant une nouvelle version de la stable Mount Rushmore avec le champion du monde PWG Roderick Strong et les champions du monde par équipe PWG, The Young Bucks,. Dragon dispute son premier match en trois ans et demi le 29 août, quand, les Young Bucks et lui-même, battent Andrew Everett, Biff Busick et Trevor Lee dans un Main Event Guerrilla Warfare.

### Ring of Honor(2004, 2006)
La première fois que Super Dragon apparaît à la Ring of Honor (ROH) était à Do or Die II le 13 mars 2004, quand il bat Excalibur dans un match d'essai. Il réapparaît deux ans plus tard, en 2006, comme faisant partie de la CZW, lors de la rivalité entre les deux fédérations. Dragon fait son retour dans la fédération le 11 mars 2006 à Arena Warfare en attaquant B.J. Whitmer lors de son match avec Necro Butcher. Le spectacle se termine avec les lutteurs CZW prenant le contrôle du ring et attaquant Whitmer et d'autres lutteurs de la ROH. Le 22 avril 2006, lors du 100th Show, Dragon fait partie de l'équipe de la CZW avec Chris Hero et Necro Butcher et battaient l'équipe de la ROH composée de Samoa Joe, Whitmer et Adam Pearce, lorsque Claudio Castagnoli trahit ses coéquipiers ROH. Ce match voit Dragon porter un Psycho Driver sur Whitmer du ring au sol en passant par une table. Le 29 avril 2006, au Weekend of Champions: Night Two, Whitmer prend sa revanche sur Dragon et le vainc après lui avoir donné un exploder superplex à travers une table sur le sol, pour gagner la feud. Après le match, Adam Pearce et Ace Steel (en) emmène Dragon hors de l'arène et il n'a pas retravaillé dans l'entreprise depuis.

## Palmarès
- All Pro Wrestling (en)
  - APW Worldwide Internet Championship (2 fois)[66]
- Combat Zone Wrestling
  - CZW World Heavyweight Championship
- Jersey Championship Wrestling
  - Jersey J-Cup (en) (2004)
- Pro Wrestling Guerrilla
  - PWG World Championship (1 fois)[67]
  - PWG World Tag Team Championship (6 fois) - avec B-Boy (2), Excalibur (1), Davey Richards (2) et Kevin Steen (1)[68]
- Pro Wrestling Illustrated
  - Classé 213e du classement PWI 500 en 2006[69]
- Revolution Pro Wrestling
  - RevPro Mexican Lucha Libre Heavyweight Championship (1 fois)[70]
  - RevPro Junior Heavyweight Championship (2 fois)[70]
  - RevPro Pride of the Mask Championship (2 fois)[71]
  - Vainqueur du Revolution J Tournament en 2001[72]
  - Match de l'année de SoCal Uncensored en 2000 contre Ultra Taro Jr., le 7 juillet[73]
- SoCal Uncensored (en)
  - Southern California Pro-Wrestling Hall of Fame (en) (promotion de 2010)[74]
  - Catcheur de l'année de la SoCal en 2001, 2003 et 2004[75],[76],[77]
  - Match de l'année (2001), contre B-Boy, le 3 novembre à la Midwest Pro Wrestling[75]
  - Match de l'année (2002), contre Bobby Quance, le 14 décembre à la Goldenstate Championship Wrestling[78]
  - Match de l'année (2003), avec B-Boy contre Jardi Frantz et Bobby Quance, le 29 mars, à la Goldenstate Championship Wrestling[76]
  - Match de l'année (2004), contre Joey Ryan, le 23 octobre, à la Pro Wrestling Guerrilla[77]
  - Match de l'année (2006), avec Davey Richards contre Roderick Strong et Jack Evans, le 4 mars, à la Pro Wrestling Guerrilla[79]
  - Match de l'année (2011), avec Kevin Steen contre The Young Bucks, le 10 décembre, à la Pro Wrestling Guerrilla[80]
- Westside Xtreme Wrestling
  - Cruiserweight Tournament (2005)[81]

### Résultats deLuchas de Apuestas
| Vainqueur (enjeu)      | Perdant (enjeu)          | Lieu                  | Spectacle                              | Date             | Notes et sources |
| ---------------------- | ------------------------ | --------------------- | -------------------------------------- | ---------------- | ---------------- |
| Jardi Frantz (cheveux) | Super Dragon (masque)    | Calistoga, Californie | Spectacle APW                          | 6 juillet 2002   | ,                |
| Super Dragon (masque)  | Shogun (masque)          | Industry, Californie  | RPW Pride of the Mask II               | 23 octobre 2002  | [ 71 ]           |
| Super Dragon (masque)  | Super Dragon #2 (masque) | Hayward, Californie   | Spectacle APW                          | 6 décembre 2002  | [ 71 ]           |
| Super Dragon (masque)  | TARO (masque)            | Industry, Californie  | RPW Four Year Anniversary Extravaganza | 29 novembre 2003 | [ 71 ]           |